# Francine Landre
Francine Landre (* 26. Juli 1970 in Les Abymes, Guadeloupe) ist eine ehemalige französische Leichtathletin, die sich auf den Sprint spezialisiert hat. Mit der französischen 4-mal-400-Meter-Staffel wurde sie 1994 in Helsinki Europameisterin.

## Sportliche Laufbahn
Erste internationale Erfahrungen sammelte Francine Landre vermutlich im Jahr 1986, als sie bei den CARIFTA Games 1985 in Bridgetown in 57,07 s die Goldmedaille im 400-Meter-Lauf in der U17-Altersklasse gewann. Im Jahr darauf gewann sie bei den CARIFTA Games 1986 in Les Abymes in 15,99 s die Bronzemedaille im 100-Meter-Hürdenlauf in der U20-Altersklasse und sicherte sich über 200 Meter in 24,29 s die Bronzemedaille in der U17-Altersklasse. 1989 ging sie bei den Junioreneuropameisterschaften in Varaždin im Halbfinale über 400 Meter nicht mehr an den Start und 1991 gewann sie bei den Mittelmeerspielen in Athen in 53,43 s die Bronzemedaille hinter der Spanierin Julia Merino und ihrer Landsfrau Véronique Poulain. Zudem siegte sie in 3:31,00 min mit der französischen 4-mal-400-Meter-Staffel und stellte damit einen neuen Spielerekord auf. 1993 schied sie bei den Weltmeisterschaften in Stuttgart mit 52,72 s im Semifinale aus und belegte mit der Staffel in 3:27,08 min im Finale den sechsten Platz. Zuvor gewann sie bei den Mittelmeerspielen in Narbonne in 52,95 s die Silbermedaille über 400 Meter hinter ihrer Landsfrau Elsa Devassoigne. Im Jahr darauf belegte sie bei den Europameisterschaften in Helsinki in 52,57 s den achten Platz über 400 Meter und siegte mit der Staffel in 3:22,34 min gemeinsam mit Évelyne Élien, Viviane Dorsile und Marie-José Pérec und stellte damit einen neuen Landesrekord auf. Anschließend wurde sie beim IAAF World Cup in London in 3:29,07 min Vierte im Staffelbewerb. 1995 kam sie bei den Weltmeisterschaften in Göteborg im Vorlauf über 400 Meter nicht ins Ziel und im Jahr darauf gelangte sie bei den Olympischen Sommerspielen in Atlanta mit 3:28,46 min im Finale auf Rang acht im Staffelbewerb. 1998 belegte sie bei den Europameisterschaften in Budapest in 3:27,61 min den sechsten Platz im Staffelbewerb und im Jahr darauf schied sie bei den Weltmeisterschaften in Sevilla mit 52,07 s im Viertelfinale über 400 Meter aus. 2001 kam sie bei den Weltmeisterschaften im kanadischen Edmonton mit 52,57 s nicht über den Vorlauf hinaus und belegte mit der Staffel in 3:27,54 min im Finale den sechsten Platz. Anschließend gewann sie bei den Mittelmeerspielen in Tunis in 52,96 s die Silbermedaille über 400 Meter hinter ihrer Landsfrau Marie-Louise Bévis und siegte mit der Staffel in 3:34,28 min. 2004 beendete sie dann ihre aktive sportliche Karriere im Alter von 34 Jahren.
In den Jahren 1999, 2001 und 2004 wurde Landre französische Meisterin im 400-Meter-Lauf.

## Persönliche Bestleistungen
- 200 Meter: 23,32 s (+1,3 m/s), 2. September 2001 in Nancy
- 400 Meter: 51,21 s, 23. Juni 2001 in Bremen
  - 400 Meter (Halle): 55,35 s, 8. Februar 1998 in Nogent-sur-Oise